# Gerald Gazdar
Gerald Gazdar (2 februari 1950) is een Britse taalkundige en computerwetenschapper. Samen met zijn collega's Ewan Klein, Geoffrey Pullum en Ivan Sag heeft hij aan de basis gestaan van de Generalized Phrase Structure Grammar (GPSG).
Gazdar volgde middelbaar onderwijs in Bradfield. In 1972 studeerde hij af aan de Universiteit van Oost-Anglia. In 1975 werd hij docent aan de Universiteit van Sussex en in 1985 hoogleraar in de computertaalkunde aan dezelfde universiteit. In 2002 ging hij met pensioen. 